# Trirhithrum queritum
Trirhithrum queritum är en tvåvingeart som beskrevs av Munro 1937. Trirhithrum queritum ingår i släktet Trirhithrum och familjen borrflugor.
Artens utbredningsområde är Kenya. Inga underarter finns listade i Catalogue of Life.